# Osmar Rodrigues Cruz
Osmar Rodrigues Cruz (São Paulo, 1924 - 2007) foi um importante diretor e crítico teatral brasileiro. Dirigiu a companhia do Teatro Popular do Sesi entre 1962-1992 durante toda sua existência, distinguindo-se pelo "uso apurado das convenções cênicas" (Enciclopédia I.C). Foi a companhia profissional de teatro popular com a maior duração no Brasil, apresentando-se primeiramente no Teatro de Arte Israelita Brasileiro até 1976 e depois em sua sede própria no edifício do Sesi na Avenida Paulista em São Paulo.

## Crítica teatral
Foi crítico teatral do Jornal Comércio e Indústria de São Paulo. Com o advento da televisão, foi convidado a produzir um teleteatro semanal na TV Tupi, alternando encenações ao vivo semanalmente com Antunes Filho. Ao mesmo tempo que inicia a formação de um grupo amador ligado ao Grêmio da Caixa Econômica Federal, onde dirige O Badejo, de Artur Azevedo, estreando em 1953, e, no ano seguinte, As Guerras do Alecrim e da Manjerona, de António José da Silva, o Judeu (Camargo 2010, pg. 32).